# チビフクロモモンガ科
チビフクロモモンガ科（Acrobatidae）は双前歯目の科。

## 下位分類
和名は川田ほか（2018）による。
- Acrobates　チビフクロモモンガ属
  - Acrobates pygmaeus　チビフクロモモンガ
- Distoechurus　ニセフクロモモンガ属
  - Distoechurus pennatus　ニセフクロモモンガ